# Cirrhilabrus greeni
Cirrhilabrus greeni là một loài cá biển thuộc chi Cirrhilabrus trong họ Cá bàng chài. Loài này được mô tả lần đầu tiên vào năm 2017.

## Từ nguyên
Từ định danh greeni được đặt theo tên của Tim Green, người đã thu thập mẫu định danh của loài cá này.

## Phạm vi phân bố và môi trường sống
C. greeni được tìm thấy ở phía đông biển Timor, cách thành phố Darwin, Úc khoảng 300 km về phía tây bắc và cách đảo Tanimbar (đảo chính của quần đảo Tanimbar, Indonesia) khoảng 300 km về phía tây nam.
C. greeni được quan sát và thu thập gần các rạn san hô trên nền cát và đá vụn ở độ sâu khoảng 18–40 m.

## Mô tả
Chiều dài lớn nhất được ghi nhận ở C. greeni là 4,7 cm.
Nửa đầu trên của cá đực màu đỏ tươi, thân trên có màu nâu đỏ, thân dưới màu vàng tươi, vùng thân còn lại màu hồng nhạt (cằm, ngực và bụng). Mống mắt đỏ với vòng vàng viền quanh đồng tử. Vây lưng có màu cam ánh vàng, nửa sau có một vệt màu nâu sẫm. Vây hậu môn màu đỏ tươi với viền đen ở rìa ngoài. Vây bụng màu đỏ. Vây ngực trong suốt với gốc vây màu đỏ. Vây đuôi trong mờ, ngoại trừ hai rìa trên và dưới có màu đỏ. Vì cơ thể có các tông màu đỏ, vàng, cam như bầu trời lúc hoàng hôn nên chúng có tên thường gọi là sunset fairy wrasse.
Cá cái màu đỏ hồng, trắng hơn ở bụng. Mống mắt màu vàng nhạt, hơi trắng. Vây lưng có màu vàng nhạt. Vây hậu môn màu hồng nhạt. Vây bụng hồng nhạt. Vây ngực trong mờ, phớt vàng ởphần gốc. Vây đuôi đỏ hồng, trở nên trong mờ ở nửa vây ngoài với nhiều vệt đỏ mờ. Có một đốm đen ở trên cuống đuôi.
Số gai ở vây lưng: 11; Số tia vây ở vây lưng: 9; Số gai ở vây hậu môn: 3; Số tia vây ở vây hậu môn: 9; Số tia vây ở vây ngực: 15; Số gai ở vây bụng: 1; Số tia vây ở vây bụng: 5.

## Phân loại học
C. greeni là một thành viên của phức hợp loài Cirrhilabrus filamentosus, và là loài chị em gần nhất với Cirrhilabrus rubripinnis.